# NBA All-Star Game 1967
Le NBA All-Star Game 1967 s’est déroulé le 10 janvier 1967 dans le Cow Palace de San Francisco. Les All-Star de l’Ouest battent les All-Star de l’Est 135 à 120. Rick Barry (San Francisco Warriors) a été élu MVP.

## Effectif All-Star de l’Est
- Wilt Chamberlain (76ers de Philadelphie)
- Bill Russell (Celtics de Boston)
- Oscar Robertson (Royals de Cincinnati)
- Willis Reed (Knicks de New York)
- John Havlicek (Celtics de Boston)
- Jerry Lucas (Royals de Cincinnati)
- Bailey Howell (Celtics de Boston)
- Hal Greer (76ers de Philadelphie)
- Don Ohl (Bullets de Baltimore)
- Chet Walker (76ers de Philadelphie)

## Effectif All-Star de l’Ouest
- Jerry West (Lakers de Los Angeles)
- Rick Barry (San Francisco Warriors)
- Elgin Baylor (Lakers de Los Angeles)
- Dave DeBusschere (Pistons de Détroit)
- Nate Thurmond (San Francisco Warriors)
- Jerry Sloan (Bulls de Chicago)
- Bill Bridges (Saint-Louis Hawks)
- Lenny Wilkens (Saint-Louis Hawks)
- Darrall Imhoff (Lakers de Los Angeles)
- Guy Rodgers (Bulls de Chicago)